# Wohlen-Bremgarten-Bahn
| Fahrplanfeld: | – (bis 1912 nur Güterverkehr)                           |                                             |                                             |
| Streckenlänge: | 7.01 km                                                 |                                             |                                             |
| Spurweite: | 1435 mm (Normalspur)                                    |                                             |                                             |
| Stromsystem: | 1912–1930: 750 V = 1930–1969: 900 V = seither: 1200 V = |                                             |                                             |
| Maximale Neigung: | 16 ‰                                                    |                                             |                                             |
| |                                                         |                                             |                                             |
| \| \| \| Aargauische Südbahn von Hendschiken \| \| \| \| \| Wohlen-Meisterschwanden-Bahn von Villmergen \| \| \| \| 0.0 \| Wohlen AG (Dreischienengleis) \| 423 m ü. M. \| \| \| \| Aargauische Südbahn nach Rotkreuz \| \| \| \| 1.5 \| Wohlen Oberdorf \| 431 m ü. M. \| \| \| 4.0 \| Erdmannlistein \| 441 m ü. M. \| \| \| 7.0 \| Bremgarten West \| 401 m ü. M. \| \| \| \| Bremgarten-Dietikon-Bahn (Meterspur) \| \| |                                                         |                                             |                                             |
| Strecke |                                                         | Aargauische Südbahn von Hendschiken         | Aargauische Südbahn von Hendschiken         |
| Abzweig geradeaus und von rechts |                                                         | Wohlen-Meisterschwanden-Bahn von Villmergen | Wohlen-Meisterschwanden-Bahn von Villmergen |
| Bahnhof | 0.0                                                     | Wohlen AG (Dreischienengleis)               | 423 m ü. M.                                 |
| Abzweig geradeaus und nach rechts |                                                         | Aargauische Südbahn nach Rotkreuz           | Aargauische Südbahn nach Rotkreuz           |
| Haltepunkt / Haltestelle | 1.5                                                     | Wohlen Oberdorf                             | 431 m ü. M.                                 |
| Haltepunkt / Haltestelle | 4.0                                                     | Erdmannlistein                              | 441 m ü. M.                                 |
| Bahnhof | 7.0                                                     | Bremgarten West                             | 401 m ü. M.                                 |
| Strecke |                                                         | Bremgarten-Dietikon-Bahn (Meterspur)        | Bremgarten-Dietikon-Bahn (Meterspur)        |

Die Wohlen-Bremgarten-Bahn (WB) (eigentlich: Wohlen–Bremgarten) war eine normalspurige Eisenbahngesellschaft in der Schweiz. Sie verkehrte auf der 7,01 km langen Strecke zwischen den beiden Ortschaften Wohlen und Bremgarten im Kanton Aargau.

## Geschichte
Die Strecke wurde in erster Linie als Nebenstrecke der Aargauischen Südbahn gebaut. Die beiden Südbahn-Besitzer, die SCB und die NOB, hatten dabei auch einen Hintergedanken, konnte dadurch doch die projektierte Reusstalbahn verhindert werden. Da die Stadt Bremgarten auch auf diesem Weg an das Schweizerische Eisenbahnnetz angeschlossen werden konnte, fiel sie als Geldgeber an die Reusstalbahn weg. Deshalb waren neben der Stadt Bremgarten die beiden Bahngesellschaften auch Aktionäre, obwohl von Anfang an klar war, dass die Strecke kaum Rendite abwerfen würde. Sie warf in der Folge auch nie Rendite ab, und die Gesellschaft war bis zur Übernahme durch die SBB immer defizitär.
Die Strecke wurde am 1. September 1876 eröffnet; sie zweigte in Wohlen von der Aargauischen Südbahn (ASB) ab. Es bestand schon zu dieser Zeit eine enge Bindung zur Schweizerischen Centralbahn (SCB), die einen Anteil an der ASB besass. So wurden die beiden Tenderlokomotiven WB 3/3 bei ihr bestellt. Ab 1883 wickelte die SCB den Betrieb vollständig selber ab und übernahm auch das gesamte Rollmaterial. Ein Handwechsel bei der Strecke selber fand aber erst 1902 statt, als sie in den Besitz der frisch gegründeten Schweizerischen Bundesbahnen (SBB) gelangte.
1910 schloss die Bremgarten-Dietikon-Bahn (BD) mit den SBB einen Pachtvertrag für die Strecke der Wohlen-Bremgarten-Bahn ab. Sie elektrifizierte die Strecke und rüstete sie mit einem Dreischienengleis für Meter- und Normalspur aus. Am 8. Februar 1912 nahm die BD den durchgehenden Betrieb mit schmalspurigen Zugkompositionen zwischen Wohlen und Dietikon auf. Die Normalspurschiene wurde im Sommer 2016 abgebaut. 2018 fusionierte die BDWM mit der WSB zur Aargau Verkehr AG (AVA). Am 18. Februar 2021 ging das Eigentum an den Grundstücken von der SBB auf die AVA über.